# Pieniany
Pieniany (ukr. Пиняни) – wieś w Polsce położona w województwie lubelskim, w powiecie tomaszowskim, w gminie Łaszczów.
W latach 1975–1998 miejscowość administracyjnie należała do województwa zamojskiego.
Wieś położona na południowo-zachodnim skraju gminy Łaszczów nad rzeką Huczwa w obrębie Grzędy Sokalskiej.
Wieś stanowi sołectwo gminy Łaszczów. Według Narodowego Spisu Powszechnego z roku 2011 wieś liczyła 135 mieszkańców.

## Historia
Pierwsza wzmianka o miejscowości pochodzi z roku 1409, kiedy była w posiadaniu Wołczka z Gródka W 1469 roku jako właściciela wsi źródła notują Prędotę Wołczka. W 1477 roku Pieniany w spadku po matce otrzymała Małgorzata, córka Jana Omeksy z Modły. Przed 1494 rokiem miejscowość przeszła na własność Jana Nedeżowskiego z Gródka i Pienian. Około poł. XVI wieku wieś należała do Stanisława Łaszcza Nieledewskiego, po którym w 1583 roku odziedziczył syn Florian Według rejestru poborowego z 1578 roku było tu 3 i 3/4 łana użytków, 7 zagrodników z ziemią, 1 komornik z bydłem i 5 ubogich.
Synowie Floriana Łaszcza: Mikołaj i Stanisław sprzedali w 1622 roku część wsi Baltazarowi Brodeckiemu. Dalsza część wsi należała do córki Floriana Łaszcza – Barbary, która po 1637 roku wyszła za mąż za Walentego Fredrę h. Bończa, łowczego przemyskiego Po nich zapewne dziedziczył ich syn Stanisław Antoni Fredro (zm. przed 1681 r.), żonaty z Katarzyną Bełżecką. Mieli oni czworo dzieci: Antoninę, za mężną za Gniewoszewskim, Katarzynę, zamężną za Mniszkiem, Aleksandra, biskupa przemyskie go i Józefa Antoniego.
W 1629 roku we wsi były 3 łany użytków rolnych oraz 6 zagrodników z ziemią i 3 komorników.
Według spisu z lat 1681-1682 wieś należała do Brodeckiego, a na pocz. XVIII wieku do Bełżeckiej. W I połowie XVIII wieku Pieniany stały się własnością Adama Rostkowskiego, starosty tyszowieckiego i jego żony Anny z Bełżeckich, I-voto Puzyniny, których jako właścicieli notują źródła w 1744 roku Po śmierci Adama Rostkowskiego dobra przeszły zapewne na jego syna Jana, ożenionego z pasierbicą ojca Puzynianką. Jan Rostkowski umarł w roku 1776, a jego mają tek trafił w ręce Ignacego Cetnera, wojewody bełskiego, który w roku 1784 odsprzedał go za sumę 605 800 złp Katarzynie z Karasickich Rzeczyckiej, żonie Andrzeja Rzeczyckiego herbu Janina.
W 1756 roku w Pienianach notowano 4 kotły gorzałczane lub piwne oraz 1 młyn o dwóch kołach lub 2 młyny posiadające po jednym kole rzecznym.
W 1820 roku zmarła Katarzyna Rzeczycka, a w roku 1823 jej mąż Andrzej Józef Rzeczycki. Majątek odziedziczyła wówczas ich córka Marianna (zm. 1855), zamężna I – voto za Franciszkiem Kickim, secondo – voto za hr. Edwardem Fredrą (1803-1878).

## Cerkiew i parafia
Pierwsza wzmianka o cerkwi w Pienianach pochodzi z roku 1696. W 1760 roku istniała we wsi drewniana cerkiew parafialna pw. Matki Bożej Różańcowej, która należała do dekanatu tyszowieckiego. W 1840 roku w skład unickiej parafii wchodziły: Pieniany, Wola Gródecka, Podlodów, Gródek i Hopkie. Liczyła ona wówczas 898 parafian, a w 1872 roku 958. W latach 1850–1863 administratorem parafii był ks. Ignacy Makoński, a po 1865 roku ks. Paweł Podkowicz, który w 1875 roku uszedł przed prześladowaniem do Galicji W 1875 roku cerkiew została zamieniona na prawosławną. Ostatnia, drewniana cerkiew w tej miejscowości, pochodząca z 1757 roku została rozebrana w 1938 roku. Pierwotnie cmentarz grzebalny znajdował się przy cerkwi. W 1 poł. XIX wieku wytyczono osobny cmentarz w kształcie czworoboku, o powierzchni 0,12 ha, użytkowany najpierw przez unitów, a po 1875 roku przez prawosławnych. Był on czynny do końca II wojny światowej
Spis z 1827 roku notował wieś w powiecie tomaszowskim i parafii unickiej Rachanie. Liczyła ona wówczas 47 domów i 308 mieszkańców. W 1845 roku Pieniany należały do gminy Rachanie, będącej we władaniu Franciszka Kickiego. Istniała tu karczma, która uzyskała patent na dalsze prowadzenie wyszynku alkoholu.
Pod koniec XIX wieku wieś liczyła 48 do mów i 381 mieszkańców, w tym 78 katolików. Włościanie posiadali 755 mórg ziemi ornej i 54 morgi lasu. Miejscowy folwark należał do dóbr Pukarzów. Istniała tu cerkiew parafialna z filiami w Podlodowie i Hopkiem. W 1857 roku dobra odziedziczył po matce Edward Fredro, a po nim w 1883 roku dzieci jego brata przyrodniego: Stefan, Henryka i Maria.
Według spisu z 1921 roku wieś liczyła 67 do mów i 389 mieszkańców, w tym 11 Żydów, natomiast w kolonii było 14 domów i 83 mieszkańców, w tym 2 Ukraińców 422.
W okresie okupacji hitlerowskiej utworzono we wsi szkołę ukraińską, w której uczył Kliszcz. Polską szkołę w Pienianach oddano do użytku w 1951 roku Wybudowano wówczas parterowy budynek drewniany, w którym mieściła się sala lekcyjna, kancelaria i mieszkanie dla nauczyciela. Była to 4-klasowa szkoła z jednym nauczycielem. Pierwszą nauczycielką w 1951 roku została Krystyna Burda z Ciotuszy. W roku następnym naukę prowadziła Zofia Ciołko, a następnie Krystyna Karwańska. Przed 1959 rokiem uczył tu także Zbigniew Dorota, w latach 1959–1973 Antoni Budzaj, a w latach 1973–1975 Janina Kamińska. W 1975 roku szkołę zlikwidowano, a dzieci zaczęły uczęszczać do szkoły w Podlodowie.
W 1961 roku powstała w Pienianach jednostka Ochotniczej Straży Pożarnej z inicjatywy pierwszego komendanta Józefa Taranowicza oraz Mikołaja Raka i Jana Fedyny. Pierwszym prezesem straży został Stanisław Kawalec. W 1967 roku strażacy otrzymali motopompę, a w 1977 roku samochód.
Pod koniec 2003 roku Pieniany liczyły 158, natomiast Kolonia Pieniany 77 mieszkańców. Powierzchnia ogólna obu miejscowości wynosi 6 18,49 ha, w tym: 459,32 ha gruntów ornych, 8,55 ha sadów, 85,66 ha łąk, 25,22 ha pastwisk, 15,43 ha terenów zabudowanych i 4,48 ha rowów.

## Osoby związane z miejscowością
- Mikołaj Borowik (ur. 1922 w Grodysławicach, zm. 14 kwietnia 1944 w Pienianach) – święty Kościoła Prawosławnego z grupy Męczenników chełmskich i podlaskich.

## Archeologia
W wyniku badań powierzchniowych Archeologicznego Zdjęcia Polski odkryto na terenie wsi 15 stanowisk archeologicznych (punktów osadniczych). Najstarsze znaleziska w postaci fragmentów naczyń glinianych zaliczono do kultury pucharów lejkowatych (4200-2900 r. p.Chr.). Dalsze materiały: 5 fragmentów ceramiki i 2 odłupki krzemienne związane były z wczesnobrązową kulturą mierzanowicką (2200-1600 r. p.Chr.). Na dwóch innych stanowiskach stwierdzono drobną ceramikę kultury trzcinieckiej (1600-1200 r. p.Chr.). Materiał ze środkowej epoki brązu w postaci fragmentów naczyń glinianych reprezentuje kultura łużycka (1200-400 r. p.Chr.), zarejestrowana na 4 stanowiskach. Nieliczne fragmenty ceramiki pochodzące z okresu wpływów rzymskich (I-V w.) znaleziono na trzech stanowiskach. Część materiałów archeologicznych m.in. dwa odłupki krzemienne, odłupek krzemienny retuszowany, fragment siekierki z krzemienia wołyńskiego nie określono kulturowo. Na kilku stanowiskach od kryto ceramikę wczesnośredniowieczną datowaną na X-XIII wiek.